# Ностромо (Чужой)

Межзвёздный буксир «Ностромо» с обогатительным комплексом.

«Ностромо» (англ. USCSS The Nostromo) — фантастический космический корабль с гиперприводом из фильма 1979 года «Чужой». Название «Ностромо» заимствовано у писателя Джозефа Конрада из одноимённой повести «Ностромо». 
Из той же повести было взято и название космического корабля «Сулако» для фильма «Чужие» 1986 года (в повести — это название портового города).
Представляет собой построенный примерно в 2101 году коммерческий звездолёт, являющийся собственностью компании «Weyland-Yutani Corporation». В 2116 году был переоборудован в буксир.
В 2122 году компания-владелец запеленговала сигнал и поручила экипажу корабля обследовать его источник, планетоид LV-426, скрыв от экипажа истинное содержание сигнала. На момент начала этих событий корабль возвращается с задания, экипаж находится в гиперсне, грузом корабля был перерабатывающий завод с 20 млн т минеральной руды.
В ходе выполнения задания компании один из членов команды был инфицирован чужим. В ходе инцидента из всего экипажа выжить удалось только помощнику капитана Эллен Рипли, покинувшей «Ностромо» в спасательном шаттле «Нарцисс» и коту Джонси, улетевшему вместе с ней. «Ностромо» был полностью уничтожен в конце фильма.
В его честь назван каньон на Хароне (Nostromo Chasma).

## Описание космического корабля
Космический межзвездный буксир «Ностромо» — космический корабль-буксир класса «М», предназначен для межзвездной транспортировки тяжелых грузовых платформ и доставки их в орбитальные доки для погрузки-разгрузки. Буксир оснащен атмосферными стабилизаторами, аэродинамическими тормозами, посадочными опорами и приспособлен к входу в атмосферу и посадку на поверхность планеты без внешней топографической привязки. 
Корпус корабля разделен на следующие отсеки: отсек управления полетом, кают-компания, анабиозный отсек, медицинский отсек, складской отсек, шлюз, реакторный зал и двигательный отсек с постом инженерно-технического контроля.
«Ностромо» имеет три палубы — «A», «B» и «C». 
На палубе «A» расположены коридор, мостик, лазарет, камеры гибернации, интерфейс компьютера корабля «Мать» и отсек воздушного шлюза. 
На палубе «B» размещено основное оборудование и обеспечен доступ к челнокам. 
Палуба «C» используется главным образом для хранения оборудования и размещения посадочных опор (когда втянуты). Здесь же размещены наблюдательный блистер Эша и инженерный пост Бретта и Паркера (тут же консоль самоуничтожения).
Буксир оборудован двумя спасательными челноками, «Нарцисс» — один из двух челноков, положенных «Ностромо», и расположен на держателях платформы под двигательным портом. В 2122 году «Нарцисс» был единственным действующим челноком, так как другой согласно приказу отправлен на вынужденный ремонт.

### Экипаж
- Капитан корабля Даллас
- Уорент-офицер Рипли
- Штурман Ламберт
- Механик Брэтт
- Помощник капитана Кейн
- Научный сотрудник Эш
- Главный инженер Паркер
- Кот Джонси, служит корабельным котом

Экипаж на борту главным образом должен производить следующие операции: постановку корабля в док, погрузку-разгрузку, взлет-посадку и ремонтные работы. Минимальное необходимое количество членов экипажа для взлёта/посадки — четыре.

### Габаритные размеры
Буксир:
- длина — 243,8 м (800’);
- ширина — 164,6 м (540’);
- высота — 72,1 м (246,4’).

Грузовая платформа:
- длина — 1500 м (4921,2’);
- ширина — 978,7 м (3210,9’);
- высота — 880,8 м (2889,7’).

### Технические характеристики[3][4]
- Класс: Lockheed Martin CM-88B «Juggernaut» (космический тягач).
- Максимальная скорость: 0,42 световых лет/сутки, или 153,4 световой скорости (пустой); 0,10—0,12 световых лет/сутки (с грузом).
- Ускорение: 8,9 с — до включения сверхсветового двигателя; 6,5 с — для разгона от скорости света до 24-кратной скорости света; 8,5 с — для разгона до 68-кратной скорости света; 15,5 с — для разгона до 153-кратной скорости света.
- Вооружение: отсутствует.
- Вспомогательные космические корабли: один челнок класса «Starcab».
- Силовая установка: один дейтериево-тритиевый термоядерный реактор «Laratel WF-15» мощностью 2,8 ТВт.
- Масса буксира: 45 тыс. т (пустой); 50 тыс. т (нормальная загрузка); 63 тыс. т (полная загрузка).
- Масса платформы: свыше 20 млн т.
- Автономность: стандартная — 14 мес.; максимальная — 24 мес.
- Сверхсветовые тахионные двигатели: 4 × «Yutani T7A NLS».
- Досветовые двигатели:

- «Rolls-Royce N66 Cyclone» трубного типа с двунаправленным вектором тяги (тяга — 7,29 млн т, или 64,9 гиганьютонов) — 2 шт.;
- маневровые «Weyland L46» (тяга — 850 тыс. т, или 7,6 гиганьютонов) — 2 шт.;
- внешний модуль малой тяги «Yutani J38» с двумя группами движков «Lockheed Martin TL-30».

- Основной управляющий компьютер: MU/TH/UR 182, имеющий 2,1 ТБ памяти и искусственный интеллект, также имеется резервный мэйнфрейм с 2 ТБ памяти.
- Операционная система: OAM (Overmonitoring Address Matrix) версии 2.2.2120.
- Оборудование и датчики:

- двухметровые телескопы, работающих в оптическом и инфракрасном диапазонах, а также в спектрографическом режиме — 2 шт.;
- газовый хроматограф;
- радар навигации и посадки, работающий в сантиметровом диапазоне;
- радар сканирования поверхности с синтезированной апертурой;
- счётчик массы в гиперпространстве.

## Особенности экранного образа
В отличие от светлых и чистых космических кораблей, создаваемых в классических научно-фантастических фильмах (таких, как «Запретная планета» (1956) и «Космическая одиссея 2001 года» (1968)), «Ностромо» населён мрачными и не всегда ухоженными астронавтами, которые работают рядом с не всегда исправным оборудованием. Созданная в таком ключе обстановка подкрепляет изображение компании-владельца корабля как жадной и мало заботящейся о своих работниках. По мнению критиков, «Чужой» — это фильм о «доме ужасов (доме с привидениями) на космическом корабле». Такую концепцию подчёркивают многие мизансцены: значительная часть корабля темна и пустынна; в проходы со свистом пробивается похожий на туман пар; грузовой отсек своими свисающими с потолка цепями напоминает пыточную камеру; с потолка стекает вода.

## Оценки
Журнал «Мир Фантастики» поставил «Ностромо» на 5-е место в списке «10 самых лучших космических кораблей», назвав его одним из самых известных кораблей «первого контакта».